# 波斯托利內 (哈爾科夫州)
50°20′49″N 35°56′55″E / 50.34694°N 35.94861°E
波斯托利內（羅馬化：Postolne）是位於烏克蘭東部的村莊，由哈爾科夫州博霍杜希夫區的佐洛奇夫市鎮負責管轄。該村始建於1700年，面積0.55平方公里，海拔高度151米，2001年人口75，人口密度每平方公里135.6人。